# Jean-Pierre Guérin
Pour les articles homonymes, voir Guérin.

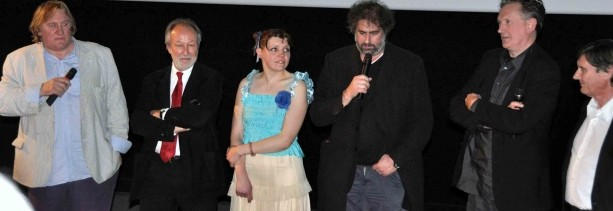
Jean-Pierre Guérin, à l'extrême droite, en 2010 à l'avant-première du film Mammuth.

Jean-Pierre Guérin est un producteur et journaliste français. Il est le PDG de JPG Films, société de productions qu'il fonde en décembre 2012. Il a également été le PDG de GMT Productions, société qu'il crée en 1987, et qui a été rachetée par le groupe Lagardère en 2012. Il quitte son poste de PDG en septembre 2012 pour s'occuper de sa propre société de production. Il collabore avec Gérard Depardieu et Benoît Jacquot sur plusieurs projets. 
Jean-Pierre Guérin est président de l’Union Syndicale de la Production Audiovisuelle.

## Biographie
Producteur reconnu à la télévision, on lui doit la création de séries à succès comme Julie Lescaut, Famille d'accueil ou Boulevard du Palais. Dès les années 1990, il réussit à faire venir des stars dans des téléfilms : Gérard Depardieu, Alain Delon, Jean-Paul Belmondo, Gérard Jugnot, Pierre Richard, Christian Clavier, John Malkovich, Nathalie Baye, Jeanne Moreau, Isabelle Adjani, etc.
Il reçoit le 7 d'or en 1994 et 1999 de la meilleure œuvre de fiction (pour "L'affaire Seznec" et "Le comte de Monte Cristo"), et le prix de la meilleure fiction au  Festival du film de télévision de Luchon (pour Dans la tête du tueur). En 2012, le film "Le grand soir" reçoit  le Prix spécial du jury à Cannes (Sélection Un certain regard). La même année, "Les Adieux à la reine" reçoit le prix Louis Delluc. En 2013, le téléfilm "La Dernière Campagne" remporte deux prix au Festival du film de télévision de Luchon.

## Vie privée
Jean-Pierre Guérin a été marié à Béatrice Caufman née le 1er avril 1951, morte le 23 janvier 2007 à Paris, également productrice, avec qui il a eu deux enfants. 

## Filmographie comme producteur

### Cinéma
- 1994 : Du fond du cœur de Jacques Doillon
- 2001 : Brève traversée de Catherine Breillat
- 2002 : Aime ton père de Jacob Berger
- 2002 : Comme un avion de Marie-France Pisier
- 2003 : La Chose publique de Mathieu Amalric
- 2005 : Boudu de Gérard Jugnot
- 2010 : Mammuth de Benoît Delépine et Gustave Kervern
- 2012 : Les Adieux à la reine de Benoît Jacquot
- 2012 : Le Grand Soir de Benoît Delépine et Gustave Kervern
- 2014 : Ablations d'Arnold de Parscau
- 2015 : Journal d'une femme de chambre de Benoît Jacquot
- 2016 : Saint-Amour de Gustave Kervern et Benoît Delépine
- 2016 : Fleur de tonnerre de Stéphanie Pillonca-Kervern
- 2019 : Dernier Amour de Benoît Jacquot
- 2020 : Villa Caprice de Bernard Stora
- 2021 : En attendant Bojangles de Régis Roinsard

### Téléfilms
- 1992 : Poulets à l'amende de Stéphane Kurc
- 1992 : Les Danseurs du Mozambique de Philippe Lefebvre
- 1993 : L'Affaire Seznec de Yves Boisset
- 1993 : Une image de trop de Jean-Claude Missiaen
- 1994 : Le Dernier Tour de Thierry Chabert
- 1996 : Notre homme de Élisabeth Rappeneau
- 1996 : L'Enfant du secret de Josée Dayan
- 1997 : La Famille Sapajou de Élisabeth Rappeneau
- 1997 : Quand j'étais p'tit de Daniel Janneau
- 1997 : Nuda proprietà vendesi de Enrico Oldoini
- 1997 : Le Pantalon de Yves Boisset
- 1998 : Un amour de cousine de Pierre Joassin
- 1998 : Drôle de père de Charlotte Brandström
- 1999 : Une sirène dans la nuit de Luc Boland
- 1999 : Sam de Yves Boisset
- 2001 : Demain et tous les jours après de Bernard Stora
- 2001 : Zaïde, un petit air de vengeance de Josée Dayan
- 2001 : L'Aîné des Ferchaux de Bernard Stora
- 2002 : L'Enfant des Lumières de Daniel Vigne
- 2002 : Sous mes yeux de Virginie Wagon
- 2003 : Jean Moulin, une vie française de Pierre Aknine
- 2003 : L'Amour au soleil de Bruno Bontzolakis
- 2003 : Motus de Laurence Ferreira Barbosa
- 2003 : Anomalies passagères de Nadia Farès
- 2003 : Drôle de genre de Jean-Michel Carré
- 2003 : Volpone de Frédéric Auburtin
- 2003 : Le Lion de José Pinheiro
- 2004 : Dans la tête du tueur de Claude-Michel Rome
- 2005 : D'Artagnan et les Trois Mousquetaires de Pierre Aknine
- 2005 : Brasier de Arnaud Sélignac
- 2005 : Joseph de Marc Angelo
- 2006 : Le Grand Charles de Bernard Stora
- 2006 : Marie-Antoinette de Yves Simoneau
- 2007 : La dame d'Izieu de Alain Wermus
- 2008 : Sous les vents de Neptune de Josée Dayan
- 2008 : L'Affaire Bruay-en-Artois de Charlotte Brandström
- 2008 : Bébé à bord de Nicolas Herdt
- 2008 : Figaro de Jacques Weber
- 2009 : David Copperfield de Ambrogio Lo Giudice
- 2009 : Facteur chance de Julien Seri
- 2010 : À 10 minutes de la plage de Stéphane Kappes
- 2010 : Chateaubriand de Pierre Aknine
- 2010 : Mort d'un président de Pierre Aknine
- 2011 : La Grève des femmes de Stéphane Kappes
- 2011 : Ni vu, ni connu de Christophe Douchand
- 2012 : À dix minutes des naturistes de Stéphane Clavier
- 2012 : Crime d'État de Pierre Aknine
- 2013 : La Dernière Campagne de Bernard Stora
- 2018 : Mélancolie ouvrière de Gérard Mordillat
- 2021 : La Petite femelle de Philippe Faucon

### Séries télévisées
- 1988 -1989 : La Baby-sitter
- 1990 - 1996 : Imogène
- 1991 : Aldo tous risques
- 1992 - 2014 : Julie Lescaut
- 1993 - 1999 : Les Histoires du père Castor
- 1995 : Belle Époque de Gavin Millar (mini-série)
- 1999 - 2013 : Boulevard du Palais
- 1998 : Le Comte de Monte-Cristo de Josée Dayan (mini-série)
- 1999 : Balzac de Josée Dayan (mini-série)
- 2000 : Les Misérables de Josée Dayan (mini-série)
- 2000 : Sans famille de Jean-Daniel Verhaeghe (mini-série)
- 2001 : Fabio Montale
- 2001 - 2014 : Famille d'accueil
- 2002 : Napoléon de Yves Simoneau (mini-série)
- 2003 - 2010 : Diane, femme flic
- 2003 : Robinson Crusoé de Thierry Chabert (mini-série)
- 2006 : David Nolande
- 2007 : Ali Baba et les 40 voleurs de Pierre Aknine (mini-série)
- 2008 - 2011 : Flics
- 2008 : Les Bougon
- 2010 - 2012 : Les Virtuoses
- 2010 : Marion Mazzano
- 2012 : Merlin de Stéphane Kappes (mini-série)
- 2013 : Odysseus de Stéphane Giusti (mini-série)